# امانوئل مک‌الروی
امانوئل مک‌الروی (انگلیسی: Immanuel McElroy؛ زادهٔ ۲۵ مارس ۱۹۸۰) بازیکن بسکتبال اهل ایالات متحده آمریکا است.
از باشگاه‌هایی که در آن بازی کرده‌است می‌توان به آلبا برلین اشاره کرد.